# 7625 Луїшпор
7625 Луїшпор (7625 Louisspohr) — астероїд головного поясу, відкритий 29 вересня 1973 року.
Тіссеранів параметр щодо Юпітера — 3,257.